# Prionus unilamellatus
Prionus unilamellatus är en skalbaggsart som beskrevs av Pu 1987. Prionus unilamellatus ingår i släktet Prionus och familjen långhorningar. Inga underarter finns listade i Catalogue of Life.